# 단순포진바이러스
단순포진바이러스 1, 2(HSV-1, HSV-2)는 헤르페스바이러스과의 한 종으로, 사람에게서 바이러스성 질병을 일으킨다. 1형은 구순포진을 일으키며 2형은 음부포진을 일으키는데, 둘 모두 매우 흔하며 전염성이 높은 질병이다. 감염된 사람이 바이러스를 배출함으로써 전염된다.
전세계 50세 이하의 사람들 중 67%가 HSV-1을 보유하고 있는 것으로 나타났으며, 특히 미국에서는 47.8%가 HSV-1을, 11.9%가 HSV-2를 보유한 것으로 드러났다. 일상적인 접촉으로 전염되기 때문에 성병 중에서는 이로 인해 발생하는 경우가 많다.

## 바이러스학

### 구조
동물에서 나타나는 헤르페스바이러스들은 공통적으로 비교적 커다란 이중가닥 선형 DNA 유전체가 정이십면체형의 캡시드로 둘러쌓여있으며, 이를 지질 이중층으로 된 외피가 감싸고 있는 형태를 가진다. 이처럼 완전한 형태의 바이러스 입자를 비리온이라 부른다. 1형과 2형 모두 최소 74개의 유전자(오픈 리딩 프레임)을 가지고 있는데, 최대 84개의 단백질을 암호화하는 94개의 오픈 리딩 프레임이 있다고 보기도 한다.
유전체에는 긴 고유 영역(UL)과 짧은 고유영역(US)이 있어 74개의 오픈 리딩 프레임에서 긴 영역은 56개의 유전자를, S영역은 12개의 유전자를 암호화한다. 전사는 숙주의 RNA 중합효소 II를 통해 이루어진다. 바이러스 유전자의 초기 전사를 조절하는 단백질을 암호화하는 전초기유전자가 처음으로 발현된다. 이후 초기 단백질이 발현되어 DNA 복제에 관여하는 효소들과 외피 당단백질들을 생성한다. 마지막으로 비리온 입자를 구성하기 위한 나머지 단백질들이 발현된다.
긴 고유 영역은 UL6, UL18, UL19, UL35, UL38의 캡시드 단백질을 암호화한다.

### 유전체 주입
바이러스 침입을 통해 세포질 내부로 이동한 캡시드는 곧이어 세포핵으로 수송된다. 캡시드는 핵공에 달라붙은 뒤 내부에 있는 DNA를 캡시드꼭짓점에 있는 구멍을 통해 핵 내부로 주사한다. 캡시드 구멍은 류신 지퍼를 가지고 있는 UL6 12개가 원형으로 배열된 형태로, DNA와 잘 달라붙는다. 이렇게 분사된 유전체는 선형의 형태를 가진다.

### 은닉
ICP-47을 분비함으로써 항원이 세포막으로 수송되는 것(TAP)을 막아 세포막에 MHC 1형 항원이 제시되지 못하게 한다. 원래 바이러스의 단백질은 세포기질에서 소포체로 이동한 후, MHC 1형과 결합하여 세포막에서 항원으로 제시되어야한다. 이를 세포독성 T세포가 인지하여 면역이 이루어지도록 하는 것인데, ICP-47은 TAP자체가 진행되지 못하도록 하여 바이러스가 숙주 내에서 오랫동안 증식할 수 있게 된다.

### 잠복감염
신경절에 조용히 잠복감염한다. 특히 HSV-1의 경우 삼차신경절에, HSV-2의 경우 천골신경절에 감염되는 경향이 있으나 다른 장소에도 감염될 수 있다. 잠복감염동안 잠복연관전사물(latency-associated transcript; LAT)를 발현한다. 이 전사물은 숙주 세포의 유전체를 조절하여 세포자살과정을 억제하고, 이로써 숙주세포를 저수지삼아 계속 증식할 수 있다. 병리증상인 이렇게 저장된 바이러스가 주기적으로 잠복상태에서 벗어남으로써 발생한다. 그러나 이런 증상이 발생하지 않더라도 바이러스 배출은 꾸준히 일어난다.

## 같이 보기
- 해마체